# 8579 Hieizan
A 8579 Hieizan (ideiglenes jelöléssel 1996 XV19) a Naprendszer kisbolygóövében található aszteroida. Kobajasi Takao fedezte fel 1996. december 11-én.